# CoCa-Cola presents ゴスペラーズ SOUL CONNECTION
『CoCa-Cola presents ゴスペラーズ SOUL CONNECTION』（コカコーラ プレゼンツ ゴスペラース ソウル コネクション）は、TOKYO FMがメインのJFN38局で、毎週土曜日の22:00〜22:55に放送されていたラジオ番組。コカ・コーラの1社提供で、番組タイトルにも冠している。
放送内容は、番組タイトルの通り、ソウルビートの音楽ネタが中心（ゴスペラーズの楽曲も毎週かけるが、かけない週もあったり、洋楽一色の週もあったりする。）。
元々は、2002年4月6日から『CoCa-Cola presents ゴスペラーズ feel'n soul』（コカコーラ プレゼンツ ゴスペラーズ フィールン ソウル）のタイトルで放送されていたが、2005年4月2日にこの番組にリニューアルされた。2007年3月31日に最終回を迎えた。

## DJ
- ゴスペラーズ - 「feel'n soul」 時代から基本的に黒沢薫は毎週登場で、黒沢のアシスタント(マンスリーメンバー)が北山陽一→村上てつや→安岡優→酒井雄二順で交代する形を取っている。ただし2005年6月より、安岡→酒井→北山→村上→黒沢の順番で単独でパーソナリティーを務めていた。
- 石島春美 - 「feel'n soul」時代、「ブレイジンブラックミュージック」と言うコーナーで、ブレイジンビューティーとして出演、黒沢とソウルについて主に対談していた。この番組では構成・選曲として毎週出演していた。

## その他の出演者
- 吉岡正晴 - 音楽ライターで、毎月最終週にソウルミュージック界の偉人を紹介する「Soul Survivor」のコーナーに出演していた。

## ゲスト
出演日順に掲載。
- Soy Soul - 2005年4月2日
- 郷ひろみ - 2005年4月16日
- 須藤元気 - 2005年5月14日
- ケイ・グラント - 2005年6月11日
- Como-Lee - 2005年7月16日
- XUXU（シュシュ） - 2005年8月13日
- Leads United - 2005年8月20日
- デクスター・レディング（オーティス・レディングの長男） - 2005年8月27日
- ジェイ公山 - 2005年9月10日
- 佐藤五魚 - 2005年9月17日
- 玉川雄一 - 2005年9月17日
- 佐藤竹善 - 2005年10月8日
- 妹尾武 - 2005年10月8日,22日,2006年4月15日,9月16日,12月23日,2007年3月24日
- 三浦大知 - 2005年10月22日,2006年2月4日
- 久保田利伸 - 2005年11月5日
- 夏川りみ - 2005年11月12日,2006年3月11日,2007年3月24日
- Cry&Feel it - 2005年11月19日
- HOME MADE 家族（KUROは欠席） - 2006年2月11日
- 木下航志 - 2006年2月18日
- Skoop On Somebody - 2006年3月4日
- Rhymester（Mummy-Dは欠席） - 2006年3月18日
- 平原綾香 - 2006年4月15日,2007年2月10日
- ゴスペラッツ（桑野信義は欠席） - 2006年4月22日
- DJ KAORI - 2006年5月6日
- 村山晋一郎 - 2006年5月13日
- 太田剣 - 2006年5月20日
- よしひろちずこ - 2006年5月20日
- 多胡淳（TRY-TONE） - 2006年6月3日
- Ajapai - 2006年6月10日
- 川江美奈子 - 2006年6月17日
- PUSHIM - 2006年7月8日
- HOME GROWN - 2006年7月15日
- ZOOCO - 2006年7月22日,11月11日
- Saigenji - 2006年8月12日
- hiro - 2006年8月19日
- 武田雅治（Skoop On Somebody） - 2006年9月16日
- 角松敏生 - 2006年9月22日
- 大黒摩季 - 2006年10月14日
- Fried Pride - 2006年11月4日
- 島健 - 2006年12月2日
- 小椋佳 - 2006年12月16日
- 桑野信義 - 2007年1月13日
- K - 2007年1月20日
- 冨永裕輔 - 2007年2月3日
- SOULHEAD - 2007年2月17日

## インタビューゲスト
- アンジー・ストーン - 2005年4月9日
- Mint Condition - 2005年7月9日
- SAM MOORE - 2006年11月18日

## 歴代のこの時間の変動（1994年以降）
※すべてコカ・コーラがスポンサーのため、タイトルの最初に「CoCa-Cola presents」が入る（一部からラジオ版「コカ・コーラ枠」とも言われるらしい）。
- 1994 - 1998 / TRF Coke into the Groove
- 1998 - 1999 不明
- 1999.04 - 2000.03 / JUDY AND MARY Coke HYPER RADIO
- 2000.04 - 2001.03 / 19 STREET POP
- 2001.04 - 2002.03 / 19 ROCK HILTS
- 2002.04 - 2005.03 / ゴスペラーズ feel'n soul
- 2005.04 - 2007.03 / ゴスペラーズ SOUL CONNECTION

※尚、2007年4月以降は、コカコーラの提供ではないゴスペラーズの番組『On the Album』が放送されていた。

## 備考
- 2002年4月にfeel'n soulがスタートした当初、ゴスペラーズは1990年代半ばあたりから開始のJFNC制作の「GO'S MAGA STORE」（ゴーズメガストア）も担当しており、JFN系列局によっては週に2回ゴスペラーズの担当するラジオ番組が放送されていたが、feel'n soul開始後1ヶ月でGO'S MAGA STOREは終了した。